# Hermann Jacob Pagenstecher
Hermann Jacob Pagenstecher (* 21. November 1765 in Siegen; † 27. August 1836 in Usingen) war nassauischer Amtmann in Wehrheim, Usingen, Idstein und Weilburg und Geheimer Regierungsrat aus der Familie Pagenstecher.

## Familie
Hermann Jacob Pagenstecher war der Sohn des Siegener Amtsmanns und nassauisch-oranischen Rates Philipp Gerhard Otto Cornelius Pagenstecher (1727–1779) und dessen Frau Margarethe geborene Baron. Sein Großvater war der Sohn des Rektors der Hohen Schule Herborn, Ernst Alexander Otto Cornelius Pagenstecher.
Hermann Jacob Pagenstecher war mit Maria Cornelia geborene Wachter (* 16. November 1779 in Usingen; † 18. Dezember 1836 ebenda) verheiratet. Aus der Ehe gingen zwei Kinder hervor: Die Tochter Henriette Alexandra Caroline Auguste (1807–1886) heiratete den Präsidenten Winter, der Sohn Gustav (1808–1841) verstarb kinderlos.

## Leben
Hermann Jacob Pagenstecher studierte ab 1782 Jura und Theologie in Herborn. Ab 1784 studierte er in Gießen und Göttingen Rechtswissenschaften. 1795 wurde er als Nachfolger von Johann Georg Andreas Helmerich zum nassauischen Amtmann in Wehrheim ernannt. Das Amt Wehrheim war zweiherrisch. Neben Pagenstecher als nassauischem Amtmann vertrat Johannes Jacobus Finger als Amtmann den zweiten Landesherren, Kurtrier. Pagenstecher fand bei Amtsantritt in Wehrheim keine angemessene Wohnung vor und musste als Mieter wohnen. Er nahm daher seinen Wohnsitz in Usingen und verwaltete von dort das Amt Wehrheim mit.
Mit dem Reichsdeputationshauptschluss 1803 ging die Triersche Hälfte auf Nassau-Weilburg über, mit der Gründung des Rheinbundes 1806 gehörten beide Hälften des Amtes zum Herzogtum Nassau und die jahrhundertelange Zweiteilung endete.
Nun war Pagenstecher alleiniger Amtmann in Wehrheim. Ab 1807 erhielt er zugleich die Amtmannstelle in Usingen und wurde zum Justizrat ernannt. Hermann Jacob Pagenstecher begleitete die Ämterreform 1810 und die damit verbundene Auflösung des Amtes Wehrheim.
1812 bis 1813 wurde er als Amtmann in das Amt Idstein versetzt. 1814 erhielt er die Stelle des Amtmannes in Weilburg und wurde zum Geheimen Regierungsrat ernannt. 1834 schied er aus diesem Amt aus.